# MOL C-Klasse
Die MOL C-Klasse ist eine Klasse von Containerschiffen der japanischen Reederei Mitsui O.S.K. Lines (MOL).

## Bau und Einsatzzeit
Die Schiffsklasse umfasst sechs Einheiten der Werft Mitsubishi Heavy Industries in Nagasaki und weitere zwei Schiffe des Typs Imabari 8000 der Werft Koyo Dockyard in Mihara, die in den Jahren 2007 bis 2013 für die Tokioter Reederei Mitsui O.S.K. Lines (MOL) gebaut wurden. Ein Teil dieser Schiffe wurde für die Reederei MOL, ein anderer Teil für die American President Lines (APL) in Fahrt gebracht.
Zusätzlich gaben japanische Reedereien im März 2008 vier Schwesterschiffe bei Mitsubishi in Auftrag, die in einer Langzeitcharter auf der Europa-Fernost-Route der malaysischen Reederei MISC Berhad in Fahrt gebracht werden sollten. Da MISC diese Route unterdessen im Januar 2010 aufgegeben und die Grand Alliance verlassen hatte und die Schiffe für MISCs innerasiatische Linien und die Route nach Australien und Neuseeland zu groß waren, gelangten die Neubauten in den Jahren 2010/2011 auf den Chartermarkt. Die Bunga Seroja Lima war nach ihrer Ablieferung 2011 in Charter der Mediterranean Shipping Company (MSC) zeitweise das größte Containerschiff auf der Route zwischen Fernost und der südamerikanischen Westküste. Inzwischen fahren diese vier Einheiten für APL, während die anfangs als APL-Schiffe in Fahrt gekommenen Einheiten wieder als MOL-Schiffe in Fahrt sind.

## Technik

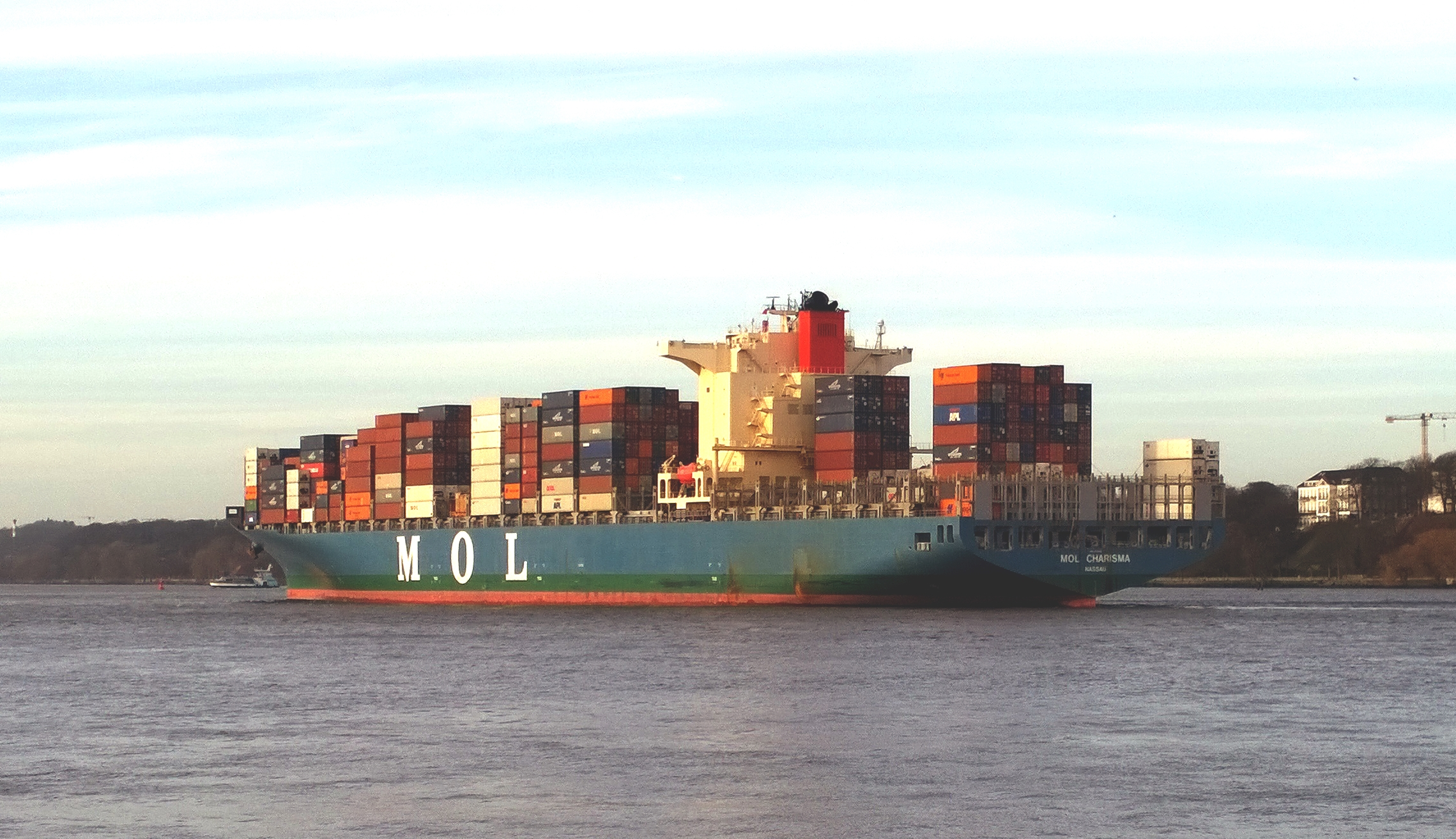
Die MOL Charisma, Elbe abwärts

Die Schiffe der MOL C-Klasse zählen zu den Post-Panamax-Containerschiffen. Die Schiffsaufbauten und der darunter liegende Maschinenraum sind etwa auf vier Fünftel der Länge achtern angeordnet. Die Schiffe dieser Klasse wurden im Vergleich zu anderen 8000-TEU-Schiffen um eine 40-Fuß-Bay kürzer und dafür um eine Containerreihe breiter ausgelegt. Die Gesamtkapazität beträgt etwas über 8100 TEU, von denen 3494 TEU in den Laderäumen und 4616 TEU an Deck gestaut werden können. Späte Einheiten der Serie verfügen über eine höhere Gesamtkapazität von 8450 TEU. Es sind Anschlüsse für 630 Kühlcontainer vorhanden.
Für die Baureihe wurde ein Hauptmotor des Typs Sulzer bzw. Wärtsilä RT-flex96C mit einer Leistung von 62.920 kW verwendet, der direkt auf einen Festpropeller wirkt und eine Geschwindigkeit von bis zu 25,25 Knoten ermöglicht, Die 2007/2008 sowie die 2013 abgelieferten Einheiten erhielten bei Mitsubishi erstellte Motoren, während die Hauptmotoren der Koyo-Bauten und der vier 2010/2011 gebauten Einheiten stattdessen solche von Mitsui erhielten. Um die aktuellen MARPOL-Vorschriften zu erfüllen, sind alle Bunkertanks innerhalb der Doppelhülle angeordnet.
Schiffbaulich bemerkenswert am Schiffstyp der bei Mitsubishi gebauten Einheiten war die erstmalige Verwendung von hochfestem YP47-Stahl des Gütegrades „E“ (YP460MPa) mit einer Zugfestigkeit von rund 461 N/mm² für den Schiffsrumpf. Die neue Stahlsorte wurde von Nippon Steel und Mitsubishi Heavy Industries entwickelt und ihre Verwendung in Zusammenarbeit mit der Klassifikationsgesellschaft Nippon Kaiji Kyokai erprobt.
Aufgrund der bisher ungeklärten Ursache für das Durchbrechen der MOL Comfort wurde eine gemeinsame Untersuchung der momentan in Fahrt befindlichen Schwesterschiffe MOL Creation, MOL Charisma, MOL Celebration, MOL Courage, MOL Competence und MOL Commitment durch die Reederei MOL, der Bauwerft Mitsubishi Heavy Industries und der Klassifikationsgesellschaft Nippon Kaiji Kyokai begonnen. Nachdem als erste Maßnahme während des laufenden Betriebs wurden die Schiffe durch die jeweiligen Besatzungen untersucht und ein vorläufiger Plan zur Minderung der Rumpfbelastungen aufgestellt, entschied die Reederei alle Schwesterschiffe der Reederei aus der Fahrt zu nehmen und deren Rumpf zu verstärken. Bis Mitte August wurden diese Verstärkungen an der MOL Celebration, MOL Courage und MOL Creation durchgeführt, die MOL Charisma und die MOL Competence folgten im Herbst. Der Rumpf der MOL Commitment sollte im Februar 2014 verstärkt werden.[veraltet]

## Zwischenfälle

### Havarie derMOL Comfortim Juni 2013
Am 17. Juni 2013 befand sich die MOL Comfort auf einer Reise von Singapur nach Dschidda im Arabischen Meer etwa 430 Seemeilen südöstlich von Salala in einem Schlechtwettergebiet, als es im Mittschiffsbereich zunächst starke Einbeulungen zeigte, bald darauf stark knickte und schließlich in zwei Teile zerbrach. Die 26-köpfige Besatzung, die aus elf Russen, einem Ukrainer und 14 Philippinern bestand, konnte sich in zwei Rettungsinseln und einem Rettungsboot retten und wurde im Zuge der vom MRCC Mumbai koordinierten Rettungsaktion von der Yantian Express aufgenommen.
Vor- und Achterschiff des Havaristen behielten zunächst ihre Schwimmfähigkeit und trieben nach dem Vorfall mit rund zwei Knoten Geschwindigkeit in ostnordöstlicher Richtung. Am 26. Juni wurde mit dem Abschleppen des Vorschiffs in Richtung des Persischen Golfs begonnen, das Achterschiff sank am 27. Juni 2013 in der Nähe der Position 14°26'N; 066°26'E bei einer Wassertiefe von etwa 4000 Metern. Dabei gingen etwa 1700 Container verloren und etwa 1500 t Schweröl sanken mit.

### Kollision derOOCL Durbanim Juni 2021
Die OOCL Durban kollidierte im Juni 2021 beim Anlegen in Kaohsiung zunächst mit dem an der Pier liegenden Containerschiff YM Constancy und dann mit dem Ausleger einer Containerbrücke, die daraufhin einstürzte. Bei dem Unglück wurde ein Hafenarbeiter verletzt.

## Die Schiffe
| MOL C-Klasse und baugleiche Schiffe | MOL C-Klasse und baugleiche Schiffe | MOL C-Klasse und baugleiche Schiffe | MOL C-Klasse und baugleiche Schiffe | MOL C-Klasse und baugleiche Schiffe                | MOL C-Klasse und baugleiche Schiffe                                                |
| Bauname                             | Bauwerft/ Baunummer                 | IMO-Nummer                          | Ablieferung                         | Auftraggeber                                       | Spätere Namen und Verbleib                                                         |
| ----------------------------------- | ----------------------------------- | ----------------------------------- | ----------------------------------- | -------------------------------------------------- | ---------------------------------------------------------------------------------- |
| MOL Creation                        | MHI, Nagasaki/2225                  | 9321237                             | 29. Juni 2007                       | MOL Euro-Orient Shipping, Bahamas MOL, Tokio       | -                                                                                  |
| MOL Charisma                        | MHI, Nagasaki/2226                  | 9321249                             | 28. September 2007                  | MOL, Tokio                                         | 2007 APL France, 2010 MOL Charisma, 2017 Tong Hai Bai Da → MOL Charisma (2017)     |
| MOL Celebration                     | MHI, Nagasaki/2227                  | 9321251                             | 14. Februar 2008                    | MOL Euro-Orient Shipping, Bahamas MOL, Tokio       | -                                                                                  |
| MOL Comfort                         | MHI, Nagasaki/2228                  | 9321263                             | 31. März 2008                       | MOL Euro-Orient Shipping, Bahamas MOL, Tokio       | APL Poland (2008) → MOL Courage (2012)                                             |
| MOL Competence                      | MHI, Nagasaki/2233                  | 9339662                             | 27. Juni 2008                       | MOL Euro-Orient Shipping, Bahamas MOL, Tokio       | ONE Competence (2018)                                                              |
| APL Russia                          | MHI, Nagasaki/2234                  | 9358761                             | Juli 2008                           | MOL Euro-Orient Shipping, Bahamas MOL, Tokio       | MOL Comfort (2012) → 2013 im Arabischen Meer in zwei Teile zerbrochen und gesunken |
| APL Finland                         | Koyo Dockyard, Mihara/2260          | 9388352                             | 17. August 2008                     | Shoei Kisen Kaisha, Imabari MOL, Tokio             | MOL Continuity (2012) → ONE Continuity (2018)                                      |
| MOL Cosmos                          | Koyo Dockyard, Mihara/2261          | 9388340                             | 20. Juli 2008                       | Luster Maritime/Higaki Sangyo, Imabari MOL, Tokio  | ONE Cosmos (2018)                                                                  |
| Bunga Seroja Tiga                   | MHI, Nagasaki/2258                  | 9495038                             | 31. Mai 2010                        | Southern Route/Nissen Kaiun, Imabari               | APL Zeebrugge (2010) → Seroja Tiga (2013) → OOCL Brazil (2021)                     |
| Bunga Seroja Empat                  | MHI, Nagasaki/2259                  | 9495040                             | 27. August 2010                     | Kyowa Kisen/Green Spanker, Imabari                 | APL Ningbo (2010) → Seroja Empat (2014) → Hakata Seoul (2019)                      |
| Bunga Seroja Lima                   | MHI, Nagasaki/2268                  | 9567661                             | 29. März 2011                       | Tokei Kaiun, Imabari                               | APL France (2013) → Seroja Lima (2013)                                             |
| Bunga Seroja Enam                   | MHI, Nagasaki/2269                  | 9567673                             | 10. August 2011                     | Nissen Kaiun, Imabari                              | APL Poland (2013) → Seroja Enam (2014) → OOCL Durban (2021)                        |
| MOL Commitment                      | MHI, Nagasaki/2293                  | 9629902                             | 17. Juni 2013                       | Rocky Crest Maritime, Marshall Islands MOL, Tokio  | ONE Commitment (2018)                                                              |
| MOL Contribution                    | MHI, Nagasaki/2294                  | 9629914                             | März 2014                           | White Summit Maritime, Marshall Islands MOL, Tokio | ONE Contribution (2019)                                                            |
| Daten: Equasis, grosstonnage        |                                     |                                     |                                     |                                                    |                                                                                    |